# McCord Bend
McCord Bend – wieś w Stanach Zjednoczonych, w stanie Missouri, w hrabstwie Stone.